# Circonscription de Kersa
La circonscription de Kersa est une des 177 circonscriptions législatives de l'État fédéré Oromia, elle se situe dans la Zone Arsi. Son représentant actuel est Tadese Hordofa Ayane.